# وایکال
وایکال (به لاتین: Waikkal) یک منطقهٔ مسکونی در سری‌لانکا است که در استان مرکزی (سری‌لانکا) واقع شده‌است. وایکال ۱۳ متر بالاتر از سطح دریا واقع شده‌است.